# Barchůvek (zámek)
Zámek Barchůvek stával v obci Barchůvek nedaleko Nového Bydžova.

## Historie
Na místě zámku původně stávala vodní tvrz, vybudovaná buď ve druhé polovině 16. století, nebo na začátku 17. století. V roce 1551 byl majitelem Jiří Dobřenský z Dobřenic, po něm Felix Šťastný Panský ze Střezetic. Ten byl ale za účast na stavovském povstání odsouzen k manství a roku 1631 tvrz koupil Jan Karel König. V letech 1654-1690 je v majetku rytíře Jeníka Ctibora Zásadského z Gemsedorfu a po něm panství získali Vančurové z Řehnic.
V průběhu 17. století tvrz zanikla a roku 1690 nechává Jiří Jindřich Vančura z Řehnice postavit barokní zámeček. Roku 1774 panství koupila Anna z Ehrenbergu, ale už roku 1780 jej prodává baronu Obiteckému z Rabenhauptu. V letech 1790-1809 je v držení Jana Baptisty Burghardta Obiteckého z Rabenhauptu, po jeho smrti panství zdědil Jan Nepomuk a po něm roku 1835 Leopold Burghardt. V letech 1844-1852 vlastnil Barchůvek hrabě Jan Thun z Hohensteinu, který jej prodal manželům Urbanovým. Roku 1872 měnilo panství majitele znovu, tentokrát jím byl Gustav z Dürenfeldu, od něhož roku 1875 zámek koupil Antonín Milner. Roku 1911 nechal majitel Václav Fišera zámek zbourat a na jeho místě postavit secesní vilu.

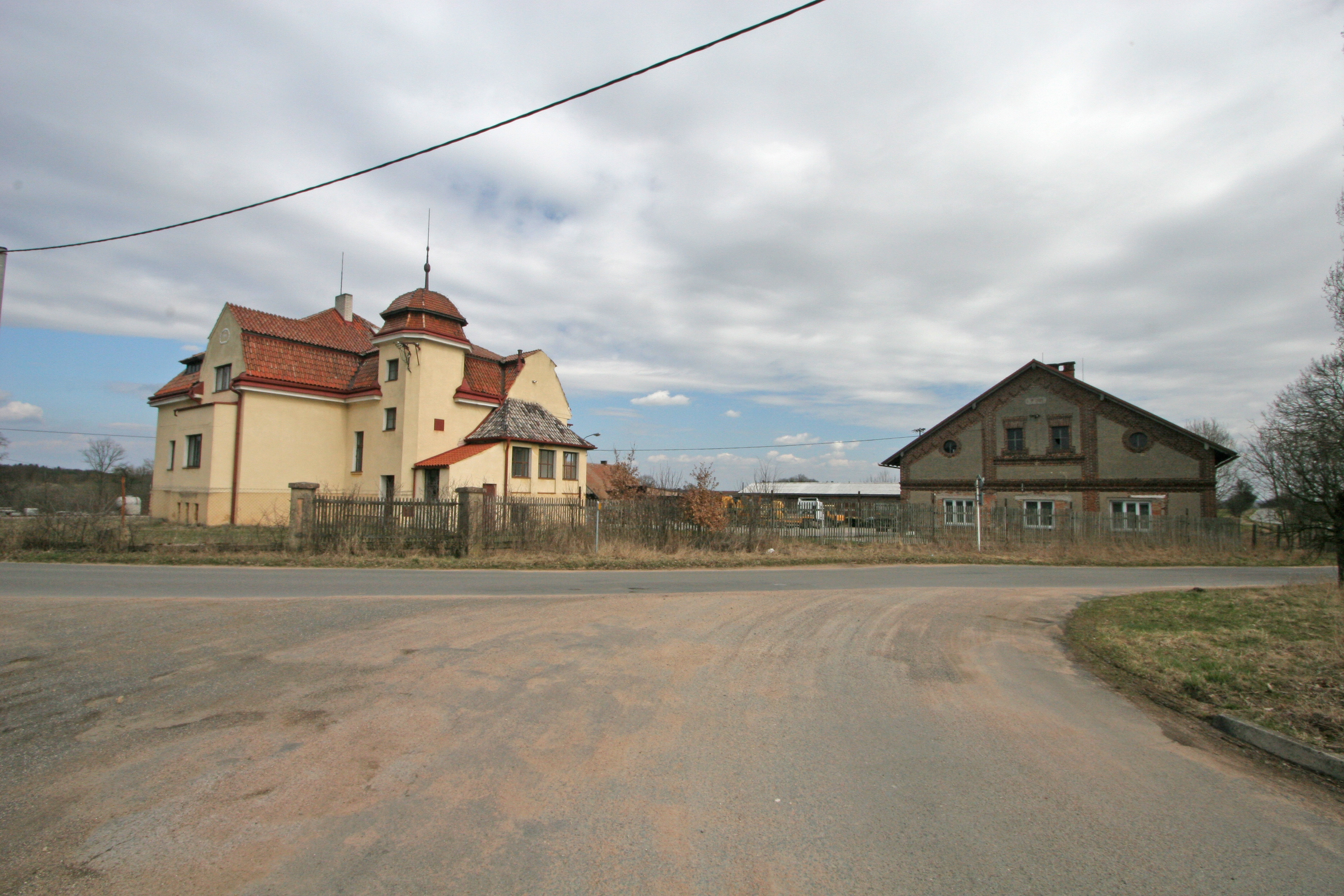
Secesní vila na místě zámku